# Рога Хаттина
Рога́ Хатти́на (Рога́ Хитти́на, Карней Хиттим, ивр. קרני חיטין‎, Карней Хиттин; араб. قرون حطين‎Kûrun Hattîn) — гора вулканического происхождения в Нижней Галилее, в Израиле, примерно в 6 км западнее Тверии. От кратера потухшего вулкана остались два холма, две вершины, северная и южная.
Крестоносцы идентифицировали эту гору как место, с которого Иисус Христос произнес Нагорную проповедь. Католическая энциклопедия 1913 года и в Международная стандартная библейская энциклопедия 1939 года считали эту гору традиционным местом этого события. Позднее греческое православное предание также считало склоны этой горы местом Нагорной проповеди. В настоящее время эта версия принята некоторыми протестантами, которыми у подножия этой горы воздвигнут монумент в память этого евангельского события. В настоящее время традиционным местом Нагорной проповеди принята гора Блаженств рядом с Капернаумом.
У подножия Хаттинских Рогов 4 июля 1187 года произошло знаменитое сражение войск Салах ад-Дина и армии крестоносцев, закончившееся полным поражением последних — Битва при Хаттине.

## Галерея
|  |